# Ismail Ahmed Ismail
Ismail Ahmed Ismail (*10. září 1984, Chartúm) je súdánský atlet, specializující se na běh na střední vzdálenosti, především pak na běh na 800 metrů.

## Kariéra
Úspěšnou kariéru začal v roce 2002, kdy doběhl pátý na Juniorském Mistrovství světa v atletice v běhu na 800 metrů.
V roce 2003 získal zlatou medaili ve stejné vzdálenosti na Afro-Asijských hrách.
V roce 2004 doběhl osmý na olympiádě v Aténách a získal také bronzovou medaili na Mistrovství Afriky.
Roku 2006 si pak na africkém mistrovství doběhl pro stříbrnou medaili. O dva roky později se pak stal prvním Súdánským sportovcem, který získal olympijskou medaili. Na olympiádě v Pekingu totiž získal stříbrnou medaili.
Roku 2009 pak vyhrál v Paříži závod Zlaté ligy.

## Osobní rekordy
- 800 metrů – 1:44,47
- 1500 metrů – 3:41,97